# Nicolas Chesneau
Nicolas Chesneau, ou Cheneau aussi nommé Querculus, né à Tourteron était le doyen du chapitre Saint-Symphorien de Reims.

## Biographie
Il commençait ses études auprès de Simon Boutière, prêtre de Vrizy et les continuait au collège de la Marche à Paris et condisciple de Nicolas de Joyeuse. Il devint maître es arts.
Il est d'abord précepteur à Paris pour les enfants de Christophe de Thou  et professeur au collège de la Marche ; avant d'obtenir un canonicat prébendé en l'église st-Pierre de Mézières le 30 mai 1574. Puis d'être nommé doyen du chapitre Saint-Symphorien de Reims le 5 août 1574 surement avec l'appui de l'archevêque. Il est auteur de vers latin et de traduction comme celle de l'Histoire de l'Église métropolitaine de Reims par Flodoard. C'est la première édition et la première traduction de ce texte.
Il prend fait et cause pour la Contre-Réforme de par ses prêches et ses écrits, Reims est alors un haut lieu de la Ligue et tenue par la Maison de Guise.
Il était l'oncle de Charles Gilmer.
Pour ses écrits en vers il signe le plus souvent Trurtronensis Rhemus et Turtronensis Rethelois dans ceux en prose. 
Épitaphe :
"Hic jacet Nicolaus Cheneau, de Turtrono, hujus Ecclesiae Decanus & Canonicus, Studuit, docuit, scripsit, vixit annos LX. Obiit 18 Augusti 1581. Orae pro eo."  sur la dalle funéraire du chœur de l'église st-Symphorien.

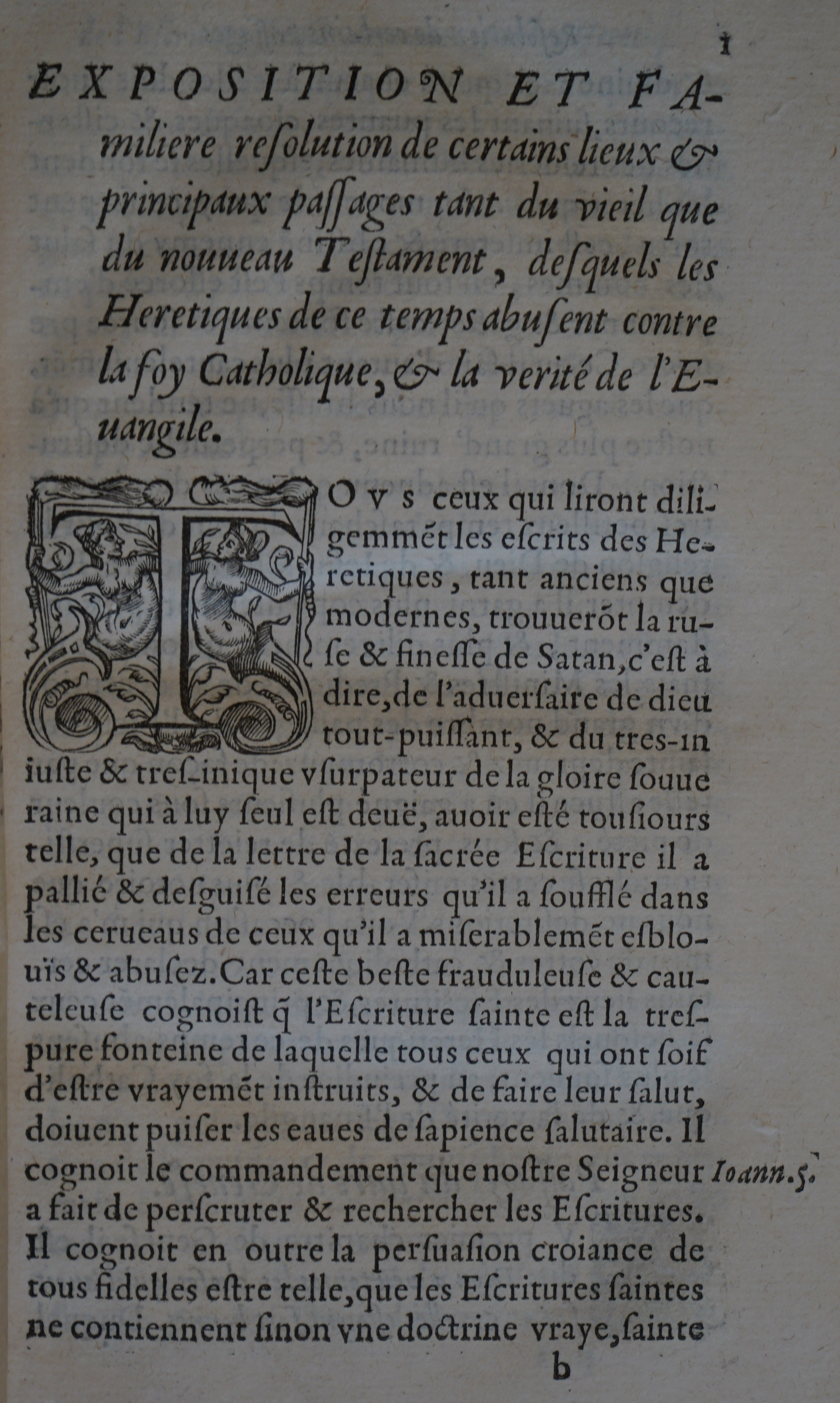
Page avec un T du "Exposition et familiere resolution de certains lieux et principaux passages tant du vieil que du nouveau testament....".
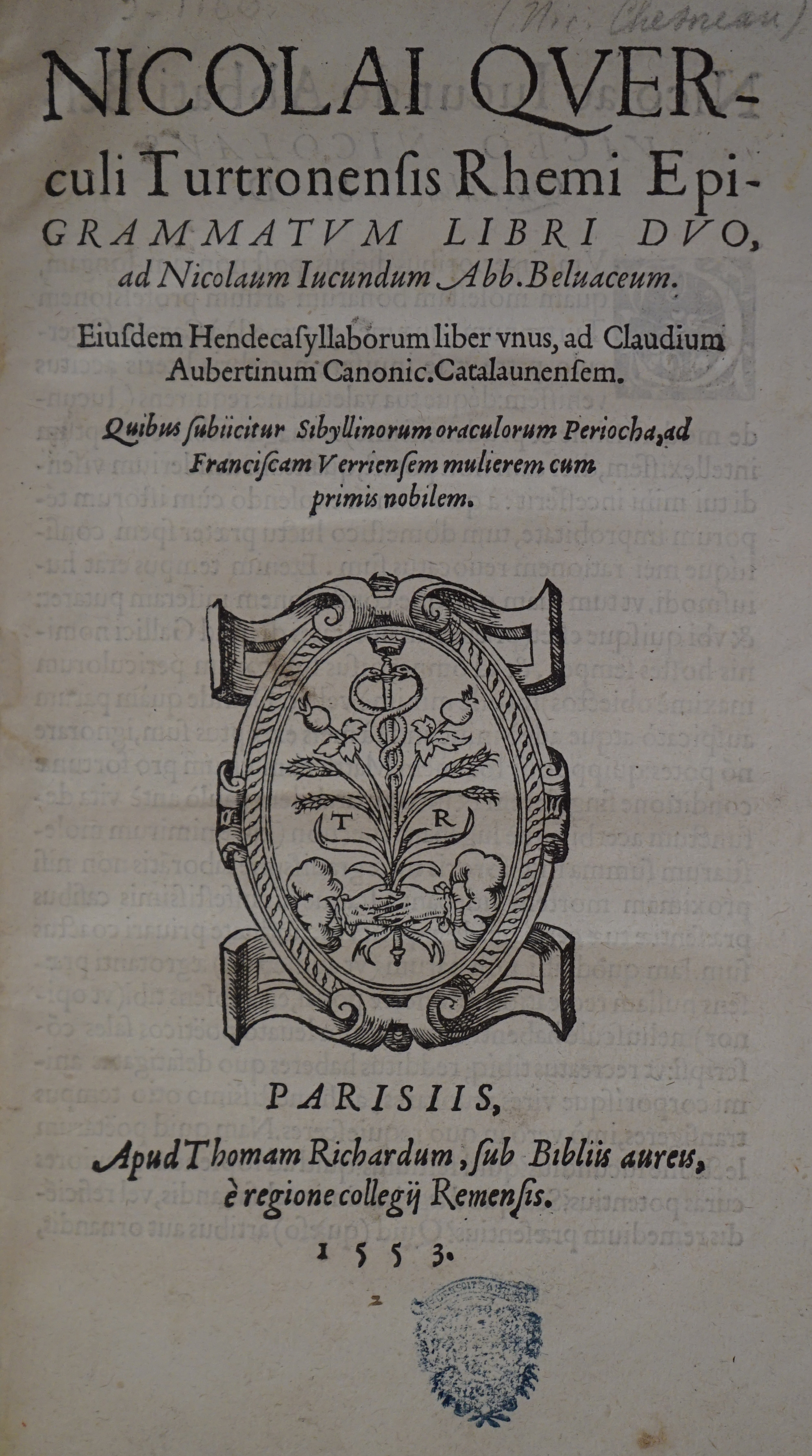
son "Epigrammatum...  imprimé à Paris,
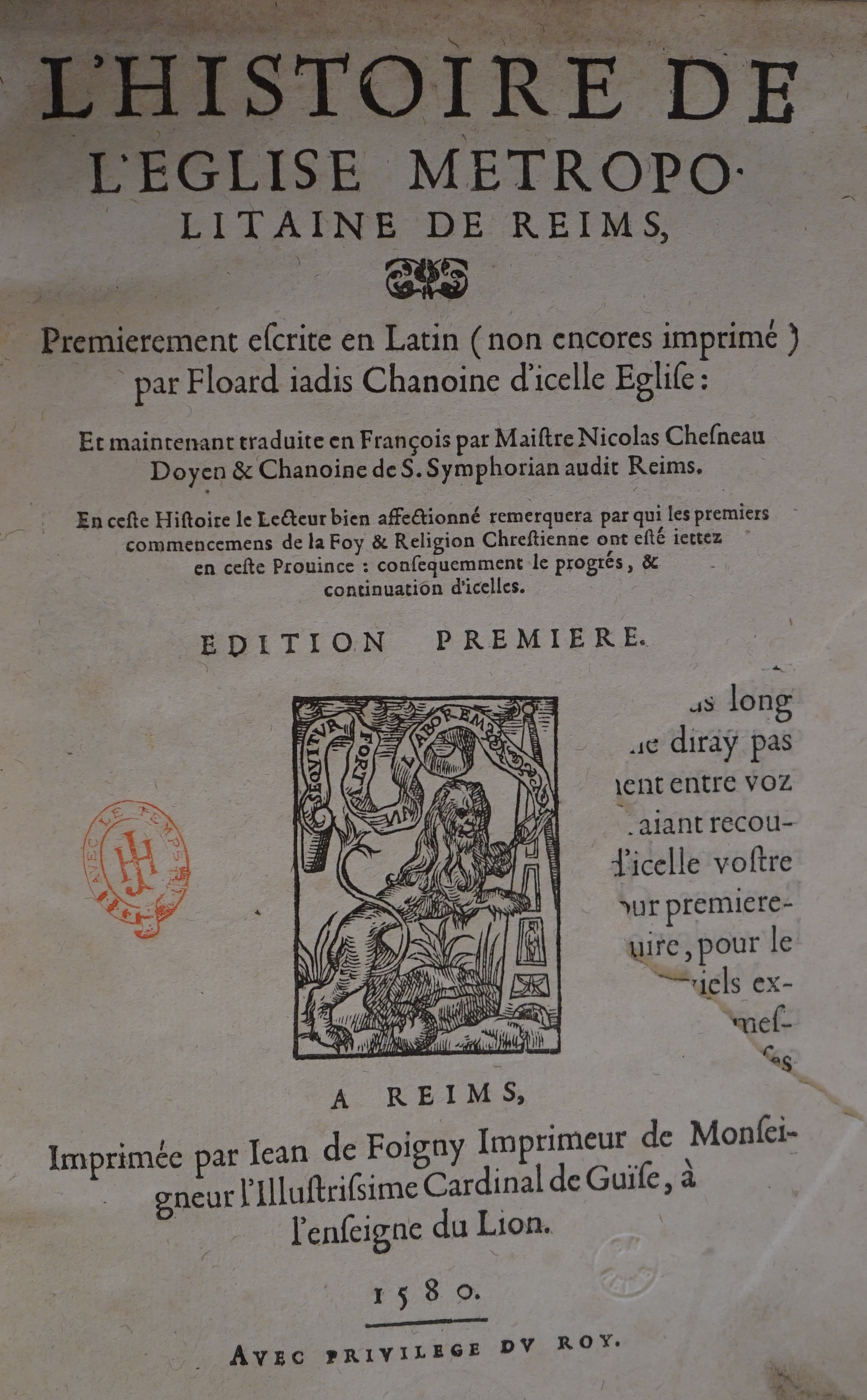
sa traduction de Flodoard.

## Sources
- Hédouin de Ponceludon, Essais sur les grands hommes d'une partie de la Champagne par un homme du pays, Amsterdam, 1768.
- Daniel Cuisiat, Nicolas Chesneau (1521-1581), chanoine et doyen de Saint-Symphorien à Reims : ses protecteurs, amis et relations, in : Mémoires de la SACSAM, tome L XXXII, année 1967.